# 斯塔里拉斯
拉斯，或被現代史學稱為斯塔里拉斯（塞爾維亞語：「舊拉斯」）是中世紀時期塞爾維亞的一座古城，在很長一段時間內佔據重要地位。斯塔里拉斯修建於9世紀至10世紀期間，在13世紀時被人廢棄。因其地理位置重要，曾是交通的樞紐。現在斯塔里拉斯仍保留有中世紀時期的要塞、教堂、修道院。現在斯塔里拉斯被列入世界文化遺產。

## 外部連結
- UNESCO World Heritage Site （页面存档备份，存于）
- Official site of monastery Đurđevi stupovi in Stari Ras